# Leimdörfer Ármin
Leimdörfer Ármin (Budapest, 1882. február 10. – Budapest, 1917. november 27.) magyar építész.

## Élete
Leimdörfer Jakab fakereskedő és Engl Julianna fiaként született neológ zsidó családban. 1904-ben a Műegyetem IV. éves hallgatójaként II. díjat nyert a Magyar Építőművészek Szövetségének Wellisch-féle pályázatán.
Számos középület tervezése fűződik a nevéhez, de terveinek nagy részét nem tudta megvalósítani, csak különböző díjakat nyertek pályázatokon.
Cikkei a Magyar Építőművészetben jelentek meg.

## Ismert épületei

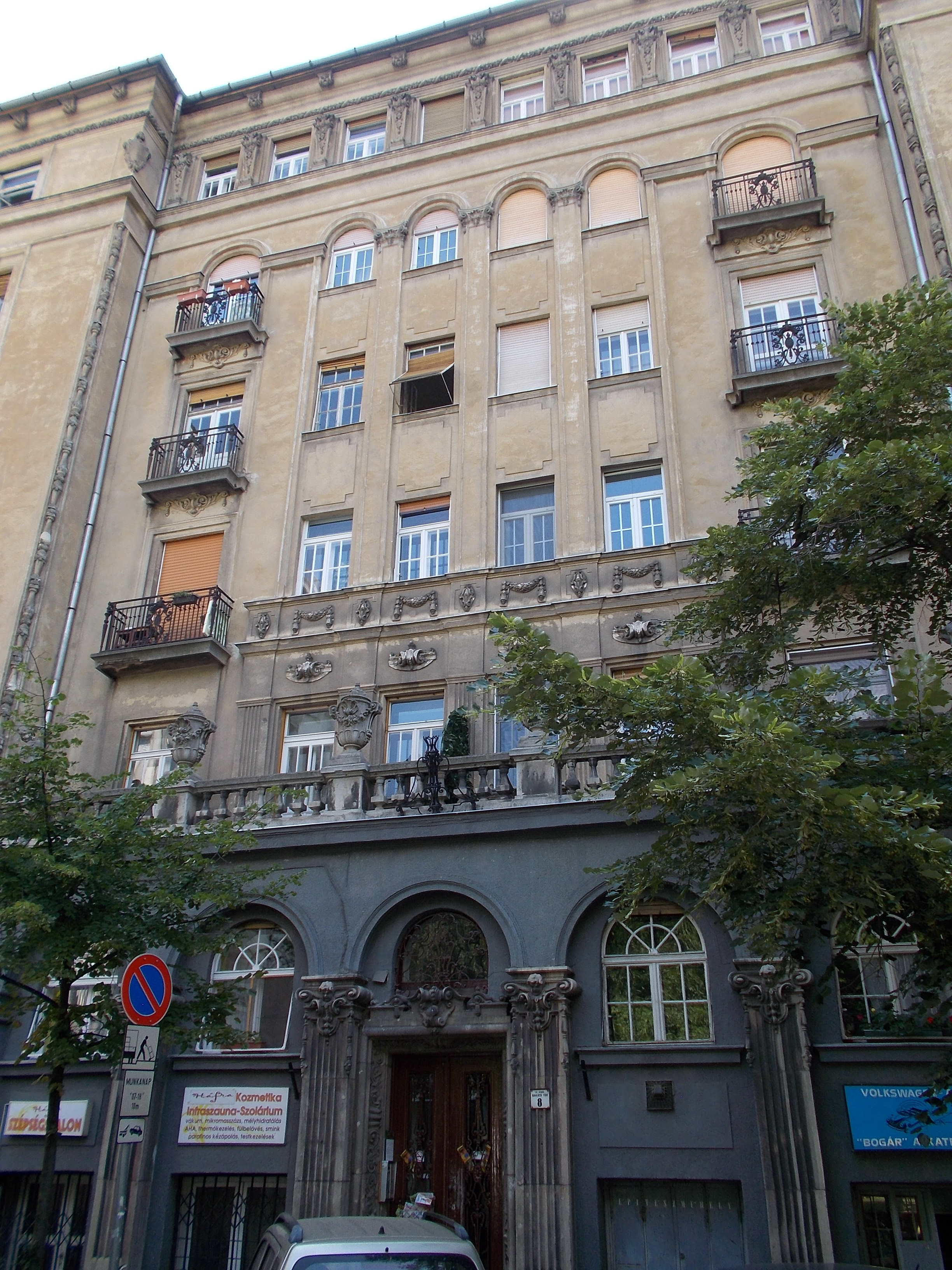
Fodor-ház

- 1914: Fodor-ház, Budapest, Bakáts tér 8.

### Tervben maradt épületei
- 1904: Kárpáti turista menedékház (hely?)[5]
- 1911: a Kálvin tér beépítése, Budapest[6][7]
- 1912: Budai zsinagóga, Budapest[8][9]
- 1912: Hunyadi-híd (ma: Mária híd) művészi kiképzése, Temesvár[10][11][12]
- 1912: Somogymegyei Takarékpénztár, Kaposvár (?)[13]
- 1913: Temesvári Bank és Kereskedelmi Rt. székháza, Temesvár (Rácz Emillel)[14][15]
- 1914: városháza, Mezőtúr[16]
- 1914: városháza, Marosvásárhely[17]
- 1914: szálloda és vigadó, Lugos[18]